# Masdevallia graminea
Masdevallia graminea är en enhjärtbladig växtart som beskrevs av Carlyle August Luer. Masdevallia graminea ingår i släktet Masdevallia och familjen orkidéer. Inga underarter finns listade i Catalogue of Life.